# Берестове (Добровільський старостинський округ)
Берестове́ — село в Україні, у Близнюківській селищній громаді Лозівського району Харківської області. Населення становить 104 осіб. До 2020 орган місцевого самоврядування — Добровільська сільська рада.

## Географія
Село Берестове розташоване на лівому березі річки Опалиха (притока руки Самара), є міст. На протилежному березі розташоване село Одинецьке. У селі є ставок (~ 2 га). За 2 км на півдні розташоване село Добровілля.

## Історія
- 1858 — дата заснування.
- У квітні 1942 року за визволення села Берестове бились воїни 76-ї кавалерійської дивізії. У 1943 році біля хутора Одинецького нацисти вислідили групу партизанів, які повертались на базу. Зав'язався нерівний бій. Під час перестрілки загорівся стіг, у якому ховались партизани. Відстрілюючись до останнього патрона. Усі партизани загинули. Під час визволення села у вересні 1943 року у боях брали участь воїни 1145-го стрілецького полку. Радянські воїни поховані у братській могилі в центрі села. У могилі поховано 38 воїнів та партизани. Відомі прізвища 6 воїнів і партизанів.
- 12 червня 2020 року, відповідно до Розпорядження Кабінету Міністрів України № 725-р «Про визначення адміністративних центрів та затвердження територій територіальних громад Харківської області», увійшло до складу Близнюківської селищної громади.[1]
- 17 липня 2020 року, в результаті адміністративно-територіальної реформи та ліквідації Близнюківського району, увійшло до складу Лозівського району Харківської області.[2]

## Відомі люди
- Ткаченко Петро Тимофійович (нар.1914 — † 1946) — Герой Радянського Союзу.

## Економіка
- У селі є молочнотоварна ферма.

## Екологія
За 1 км від села проходить аміакопровід.